# Wallago
Wallago ist eine Gattung aus der Familie der Echten Welse (Siluridae), die in Asien von Pakistan bis Indonesien vorkommt. Sie besteht aus dem Gemeinen Hubschrauberwels (Wallago attu) als einziger rezenter Art sowie der ausgestorbenen Art Wallago maemohensis, die im Miozän lebte.

## Merkmale
Es handelt sich um langgestreckte Fische mit großem Maul, dessen Spalte mindestens bis zum Vorderrand des Auges reicht, welches einen freien Orbitalrand hat und nicht von Haut bedeckt ist. Der Unterkiefer ist länger als der Oberkiefer. Die Rückenflosse weist vier oder mehr Strahlen auf. Die Schwanzflosse ist gegabelt. Die Kiemen weisen mehr als 13 Branchiostegalstrahlen auf.

## Systematik
Die Gattung umfasst zwei Arten:
- Gemeiner Hubschrauberwels (Wallago attu)
- † Wallago maemohensis

Eine weitere mögliche Wallago-Art wurde 1866 von Rudolf Kner als Silurodon hexanema beschrieben, der Status dieser Art ist aber derzeit unklar, sie könnte konspezifisch mit Wallago attu sein.
Lange Zeit wurden auch die Arten Wallagonia leerii und Wallagonia maculatus zur Gattung Wallago gerechnet. Aufgrund osteologischer Untersuchungen wurden sie jedoch zusammen mit der neu beschriebenen Art Wallagonia micropogon in eine eigene Gattung, Wallagonia, ausgegliedert. Zusätzlich wurde festgestellt, dass Wallago und Wallagonia innerhalb der Familie der Echten Welse tatsächlich nicht näher miteinander verwandt sind. Die angenommene Gattungszusammengehörigkeit all dieser Welsarten aufgrund ihrer vielfach überlappenden Lebensräume erwies sich somit als Trugschluss.